# Кашић (Пировац)
Кашић (Кашић Бањевачки) је насељено мјесто у Далмацији. Припада општини Пировац, у Шибенско-книнској жупанији, Република Хрватска.

## Географија
Кашић се налази око 7 км сјеверно од Пировца.

## Историја
Насеље се до територијалне реорганизације у Хрватској налазило у некадашњој великој општини Шибеник.

## Становништво
Према попису становништва из 2011. године, насеље Кашић је имало 126 становника.
| Демографија | Демографија | Демографија |
| Година      | Становника  | Становника  |
| ----------- | ----------- | ----------- |
| 1971.       | 219         |             |
| 1981.       | 182         |             |
| 1991.       | 144         |             |
| 2001.       | 122         |             |
| 2011.       |             | 126         |